# الفن الكرواتي

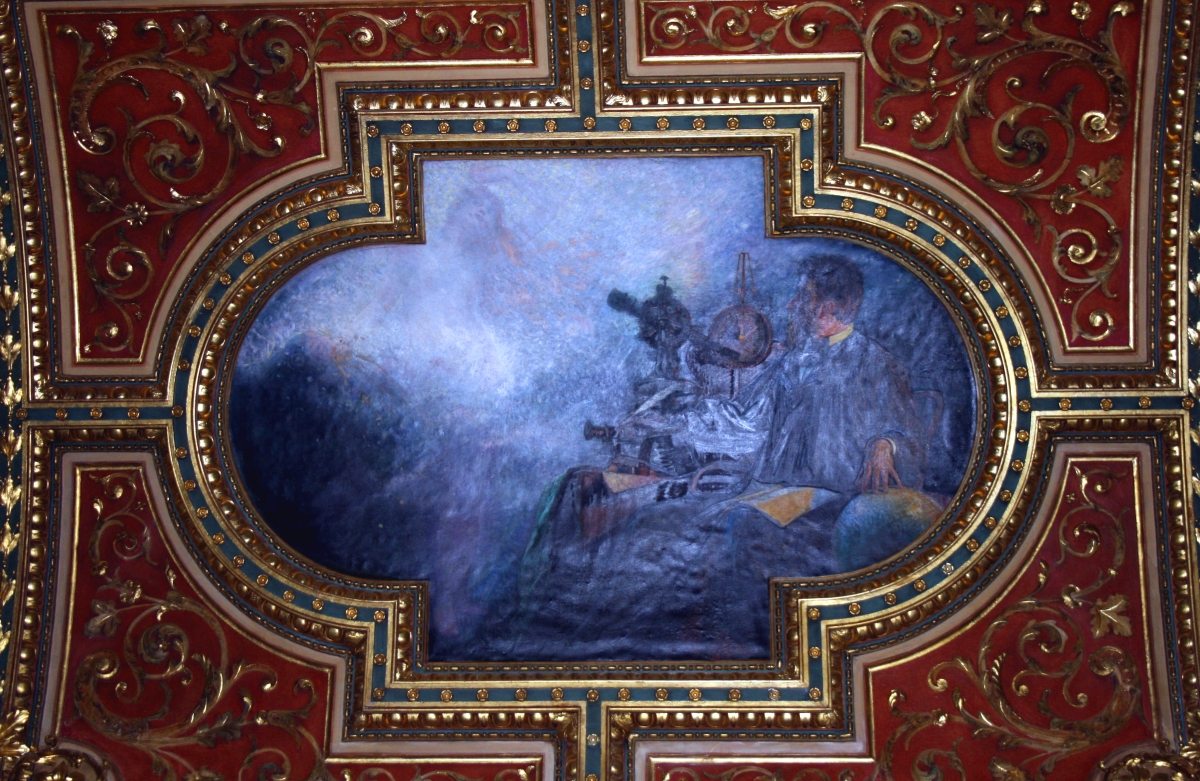
لوحة تظهر جمالية الفنون المرئية في كرواتيا

يصف الفن الكرواتي الفنون المرئية في كرواتيا، والفن الذي قدمه الفنانون الكرواتيون ابتداءً من أزمنة ما قبل التاريخ حتى الوقت الحاضر. في بداية القرون الوسطى، كانت كرواتيا مركزًا مهمًا للفن والعمارة في جنوب شرق أوروبا. كان هناك العديد من الفنانين الكرواتيين في خلال الفترة القروسطية، وازدهرت الفنون في عصر النهضة. تضمنت الأساليب اللاحقة في كرواتيا الباروكية والروكوكو.

## إرثه القديم

### الفن ما قبل التاريخيّ
طور سكان الساحل الأدرياتيكي وسهل بانونيا في العصر الحجري الحديث حضارتهم ضمن حدود كرواتيا الحالية. اتسم العصر الحجري الحديث بإنتاج الخزفيات والمنحوتات ذات الموضوعات الإنسانية أو الحيوانية التي قُدمت بصفتها فنًا رمزيًا. على نقيض الرسومات الكهفية في العصر الحجري القديم، في أكثر العصور استقرارًا زراعيًا، صارت الخِزافة الشكل الرئيس للفن، وظهرت أشكال منمنمة، وكانت بصورة أساسية ذات طابع زخرفيّ. لم يمارس فنانو العصر الحجري الحديث المحاكاة أو إعادة الإنتاج وحسب، بل أبدعوا أشكالًا جديدة عبر إدراج أنماط وتزيينات هندسية.
- تميزت حضارة ستارتشيفيتش (الحضارة البانونية وقد سُميت تيمنًا بعالم الآثار ستارتشيفيتش) بخزف متقن أحمر ومغرّي.
- تميزت الحضارة الإسترية (وسُميت تيمنًا بشبه جزيرة إستريا) بالبيوت الحجرية (البونجا) المبنية بطريقة البناء بالحجر فقط بدون ملاط (سوهوزيد).
- أبدعت حضارتا سوبوت وكورينوفو (سُميتا تيمنًا ببلدتي سوبوت وكورينوفو في سلافونيا) قدورًا خزفية أصلية مُزينة بخطوط مستوية متوازية، أو منحنية أو بشكل حرف V.
- كانت حضارة دانيلو (قامت على الساحل والجُزر الأدرياتيكية) غنية بالخزف المتقن الداكن المزخرف بمواضيع هندسية ولوالب ومتعرجات منقوشة.
- تطورت من هذه الحضارة حضارة هفار (نسبة إلى جزيرة هفار) التي ترتبط بالحضارات اليونانية من العصر الحجري.

ثمة أيضًا مواقع تنقيب متعلقة بالعصر الحجري في ستشيتاريفو قرب زغرب، وناكوفاني على شبه جزيرة بيلجيساك وفي أماكن أخرى.

### العصر النحاسي
اتسمت خزفيات حضارة فوتشيدول (سُميت نسبة لفوتشيدول في شرق سلافونيا) خلال الفترة الحجرية الأحدث الانتقالية (3500- 2300 ق.م) بجودة استثنائية ولون أسود وبريق قوي ورسومات هندسية تزيينية محددة ملبّسة بألوان بيضاء أو حمراء أو صفراء. يمكن رؤية أثر تقنيات الأعمال المعدنية عندما يصنع الخزافون صفائح من الطين مُبرزين حوافًا مميزة حيث تلتقي الأسطح ويُصقل الوعاء النهائي لإضفاء مظهر لامع.
كانت تماثيل العصر الحجري الحديث المصنوعة من الطين المصبوب نسخًا مبسطة من الشخصيات البشرية (وخاصة الإناث) والحيوانات. حمامة فوتشيدول المميزة قِدر على شكل طائر، منمق إلى حد ما، وثمة أنماط منقوشة حول جسده وفأس ذو رأسين (لابريس) على عنقه وثلاثة سيقان للثبات.